# Homo rhodesiensis
Homo rhodesiensis er en hominin-art beskrevet ud fra et enkelt fossilt kranium. Det blev fundet i kolonien nordrhodesia, det nuværende Zambia, i Broken Hill-minen, nu kendt som Kabwe, i 1921. Kraniet mangler underkæben, men er ellers næsten intakt. Foruden kraniet blev der også fundet en overkæbe fra et andet individ, et korsben, et skinneben og to fragmenter af lårbensknogler.
Homo rhodesiensis er dateret til at være mellem 125.000 og 300.000 år gammelt. Broken Hill kraniets kapacitet er anslået til 1.100  cm³. Bada & al (1974) offentliggjorde en direkte datering på 110 ka for dette eksemplar. Hjernestørrelsen er temmelig lille i forhold til den sene datering. Ødelæggelsen af det paleoantropologiske sted har umuliggjort lagdatering.
Kraniet er fra et ekstremt robust og stærkt individ og det har de relativt største brynrygge, blandt de kendte rester af homininer. Det er blevet beskrevet som at have haft et bredt ansigt, der ligner Homo neanderthalensis, dvs. med en stor næse og tykke udragende brynrygge, og er blevet betragtet som en "afrikansk neandertaler". Der er flere aspekter ved Homo rhodesiensis der udviklingsmæssigt ligger mellem det moderne menneske og neandertalere. De fleste nuværende eksperter mener, at homo rhodesiensis tilhører gruppen Homo heidelbergensis . Andre navne, såsom arkaisk Homo sapiens er også blevet foreslået.